# Polypogon kontzeii
Polypogon kontzeii är en fjärilsart som beskrevs av Diószeghy 1935. Polypogon kontzeii ingår i släktet Polypogon och familjen nattflyn. Inga underarter finns listade i Catalogue of Life.